# Pardosa alii
Pardosa alii este o specie de păianjeni din genul Pardosa, familia Lycosidae, descrisă de Tikader, 1977. Conform Catalogue of Life specia Pardosa alii nu are subspecii cunoscute.